# Irina Falconi
Irina Falconi (ur. 4 maja 1990 w Portoviejo) – amerykańska tenisistka.

## Kariera tenisowa
W karierze wygrała pięć turniejów rangi ITF w grze pojedynczej oraz trzy w grze podwójnej.
Najwyżej w rankingu WTA Tour singlistek zajmowała 64. miejsce (14 września 2015), natomiast w rankingu deblistek 70. (10 czerwca 2013).
W sierpniu 2012 roku osiągnęła dwa finały zawodów deblowych kategorii WTA International Series. W pierwszym, w Waszyngtonie razem z Chanelle Scheepers uległy Shūko Aoyamie i Chang Kai-chen 5:7, 2:6. Trzy tygodnie później w Dallas w parze z Līgą Dekmeijere nie sprostały Marinie Erakovic oraz Heather Watson, przegrywając wynikiem 3:6, 0:6.
Kolejny deblowy finał zanotowała w 2015 roku w Bogocie. Wspólnie z Shelby Rogers przegrały 3:6, 6:3, 6–10 z parą Paula Cristina Gonçalves–Beatriz Haddad Maia.
Pierwsze zwycięstwo w grze pojedynczej w cyklu WTA Tour Amerykanka zanotowała w sezonie 2016 w stolicy Kolumbii, Bogocie, pokonując w trzech setach Hiszpankę Sílvię Soler Espinosę.

## Finały turniejów WTA
| Legenda                     | Legenda |
| --------------------------- | ------- |
| Wielki Szlem                |         |
| Igrzyska olimpijskie        |         |
| WTA Tour Championships      |         |
| 2009 – 2020                 |         |
| WTA Premier Mandatory       |         |
| WTA Premier 5               |         |
| WTA Premier                 |         |
| WTA International Series    |         |
| WTA 125K series (2012–2020) |         |

### Gra pojedyncza 1 (1-0)
| Końcowy wynik | Nr | Data             | Turniej | Nawierzchnia | Przeciwniczka         | Wynik finału  |
| ------------- | -- | ---------------- | ------- | ------------ | --------------------- | ------------- |
| Zwyciężczyni  | 1. | 17 kwietnia 2016 | Bogota  | Ceglana      | Sílvia Soler Espinosa | 6:2, 2:6, 6:4 |

### Gra podwójna 3 (0-3)
| Końcowy wynik | Nr | Data             | Turniej    | Nawierzchnia | Partnerka          | Przeciwniczki                                | Wynik finału   |
| ------------- | -- | ---------------- | ---------- | ------------ | ------------------ | -------------------------------------------- | -------------- |
| Finalistka    | 1. | 3 sierpnia 2012  | Waszyngton | Twarda       | Chanelle Scheepers | Shūko Aoyama Chang Kai-chen                  | 5:7, 2:6       |
| Finalistka    | 2. | 25 sierpnia 2012 | Dallas     | Twarda       | Līga Dekmeijere    | Marina Erakovic Heather Watson               | 3:6, 0:6       |
| Finalistka    | 3. | 19 kwietnia 2015 | Bogota     | Ceglana      | Shelby Rogers      | Paula Cristina Gonçalves Beatriz Haddad Maia | 3:6, 6:3, 6–10 |

## Wygrane turnieje rangi ITF
| turnieje z pulą nagród 100 000 $ |
| turnieje z pulą nagród 75 000 $  |
| turnieje z pulą nagród 50 000 $  |
| turnieje z pulą nagród 25 000 $  |
| turnieje z pulą nagród 15 000 $  |
| turnieje z pulą nagród 10 000 $  |

### Gra pojedyncza
|    | Data       | Turniej       | Kat. | ($)     | Naw.   | Finalistka        | Wynik            |
| 1. | 03/06/2007 | Monterrey     | ITF  | 10 000  | twarda | Courtney Nagle    | 2:6, 6:3, 6:4    |
| 2. | 19/07/2009 | Atlanta       | ITF  | 10 000  | twarda | Jennifer Elie     | 6:0, 6:4         |
| 3. | 02/08/2009 | St.Joseph     | ITF  | 10 000  | twarda | Caitlin Whoriskey | 6:3, 6:3         |
| 4. | 18/07/2010 | Atlanta       | ITF  | 10 000  | twarda | Allie Will        | 6:1, 6:4         |
| 5. | 02/10/2014 | New Braunfels | ITF  | 50 000  | twarda | Jennifer Brady    | 7:6(3), 6:2      |
| 6. | 24/09/2017 | Tampico       | ITF  | 100 000 | twarda | Louisa Chirico    | 7:5, 6:7(3), 6:1 |